# Chevrolet Volt
De Chevrolet Volt is een elektrische auto met range extender van het Amerikaanse automerk Chevrolet (General Motors). Hij is voorzien van een elektromotor die gevoed wordt uit een accu, of uit een generator die wordt aangedreven door een 1,4 liter benzinemotor. De accu kan via een normale 230 volt aansluiting worden opgeladen.
De snelheid van de Volt is begrensd tot 160 km/h. Dit om te voorkomen dat de accu te snel leegraakt. De actieradius op een acculading is 50 à 60 kilometer. Wanneer de accu bijna leeg is wordt automatisch de benzinemotor gestart die een dynamo aandrijft waarmee de elektriciteit voor de elektromotor wordt opgewekt. Omdat de benzinemotor niet de wielen aandrijft, maar de elektriciteitsgenerator is de Volt geen gewone hybride auto maar een elektrische auto met range extender. Het surplus aan opgewekte elektriciteit vloeit terug naar de accu. Daarnaast wordt recuperatief remmen gebruikt om de accu bij te laden.
Op basis van de Volt zijn voor de Europese markt de Opel Ampera en de Vauxhall Ampera ontwikkeld, met een iets aangepast uiterlijk en andere uitrusting. Al deze wagens zijn in 2011 op de markt gekomen.